# Djur i New York
Denna artikel behandlar vilda djur i New York (med omnejd), inte hela delstatens djurliv, inte insekter och småkryp, inte tamboskap och inte heller sällskapsdjur.
Djurlivet i New York (med omnejd) är varierat och består bland annat av fåglar, inte minst småfåglar och kråkfåglar, fiskar och andra vattenlevande djur, gnagare (råttdjur till exempel) samt även flera andra däggdjur. Djuren som lever i New York har anpassat sig till ett liv i staden, nära människorna. 

## Fågelliv
Förutom en mångfald av småfåglar, kråkfåglar och andfåglar finns även rovfåglar som tornfalk och amerikansk duvhök i New York.

## Däggdjur
Följande är några av de däggdjur som lever i och omkring New York: tvättbjörn, östlig chipmunk, brunråtta, grå ekorre, bisam, östlig bomullssvanskanin samt vitsvanshjort.

### Prärievargen
Prärievargen har brett ut sig kraftigt i stora delar av Nordamerika sedan 1990-talet och hunddjuret finns sedan många år också i New York.

## Central Park

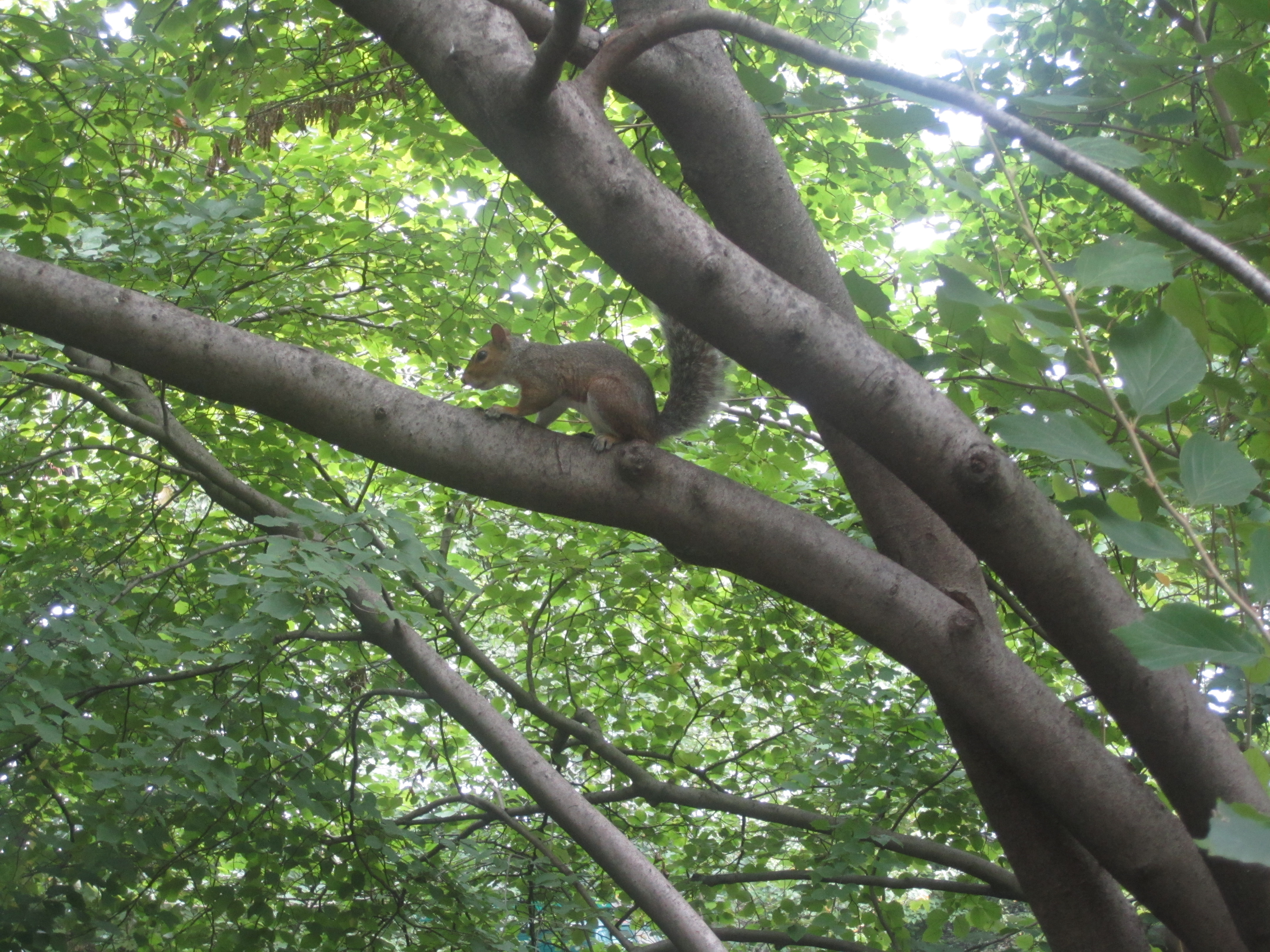
Ekorre i Central Park, Manhattan, New York

Central Park är som en grön oas mitt på Manhattan. Parken är 3,4 km2 och formen är rektangulär. Parken hyser ett rikt djurliv. I dammarna finns sköldpaddor och olika fiskar. Ekorrar och småfåglar finns i stora antal. På några av skyskraporna som gränsar till Central Park har några hökar byggt bon. Förutom det vilda djurlivet i parken finns  Central Park Zoo, med grodor, ormar, apor med flera djur. Central Park Zoo har även ett kallare område, "Polarcirkeln", där isbjörnar, pingviner, sälar och andra djur som trivs i kallare vatten huserar.